# Münchner Löwenparade

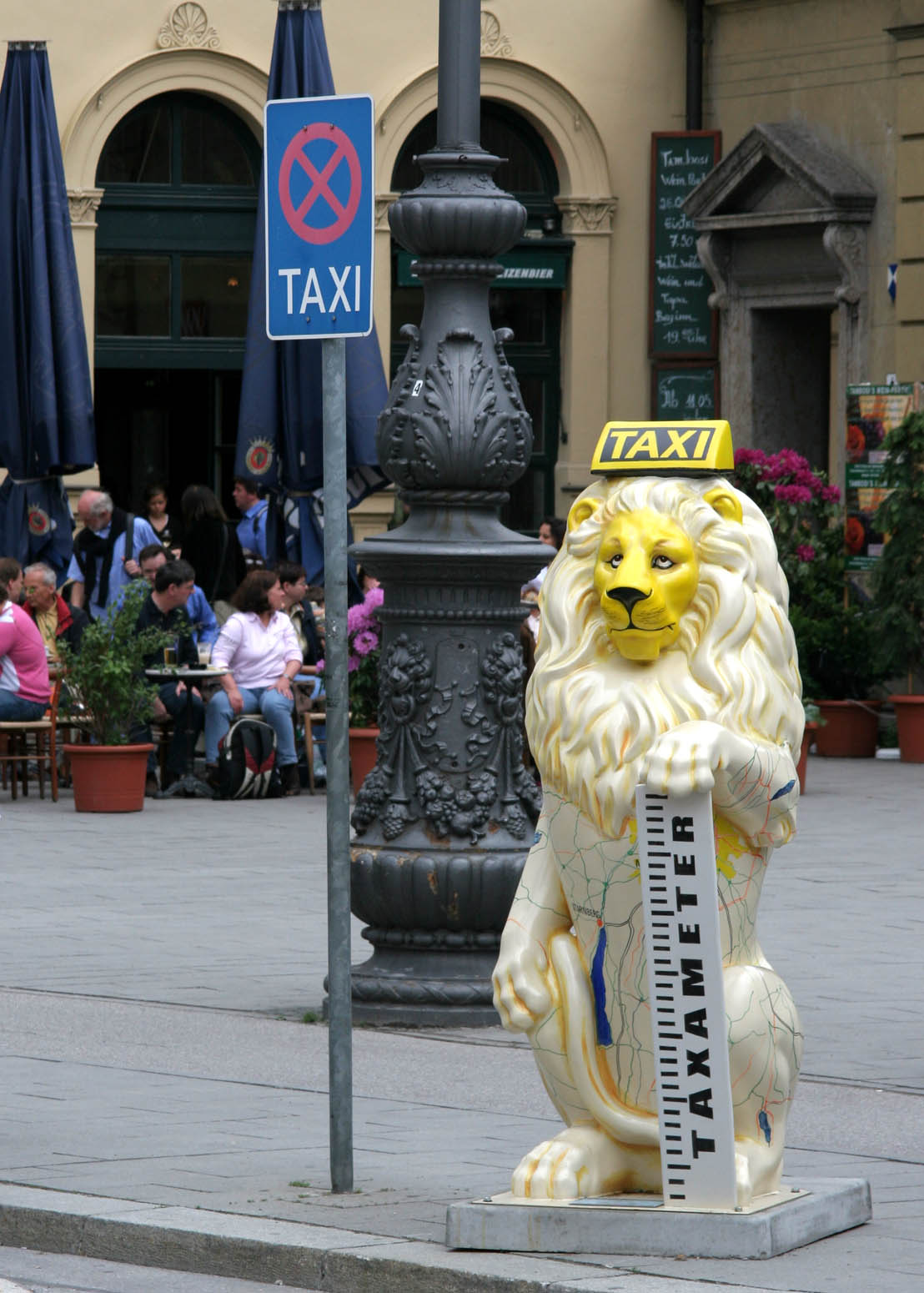
Sitzender Taxi-Löwe

Die Münchner Löwenparade war eine Aktion des Vereins Münchner Löwenparade Leo e.V., bei der vom 28. April 2005 bis Ende Oktober 2006 im Stadtgebiet Münchens über 500 Löwen aus glasfaserverstärktem Kunststoff mit größtenteils kunsthandwerklicher Bemalung aufgestellt wurden.

## Durchführung der Aktion
Zur Durchführung wurde bereits im Oktober 2004 eigens der Verein Münchner Löwenparade Leo gegründet. Ziel war es, mit diesem Kultur-, Marketing- und Charityprojekt während der beiden Großveranstaltungen Bundesgartenschau 2005 und Fußball-Weltmeisterschaft 2006 die Löwen als Werbeträger und Botschafter für München einzusetzen.
Die Schirmherrschaft der Aktion hatte der Münchner Oberbürgermeister Christian Ude. Finanziert wurde die gesamte Durchführung durch den Verkauf der Löwen an die „Paten“ (meist Firmen, Lokale usw.) und der späteren Versteigerung der Löwen, deren Erlös zum großen Teil wohltätigen Zwecken zugutekam. Die Löwenparade finanzierte sich gänzlich ohne öffentliche Gelder oder Zuschüsse. Bei zwei Versteigerungen im November 2006 wurden 126.000 Euro eingenommen, die an Einrichtungen für notleidende Kinder (z. B. Die Arche) weitergeleitet wurden.
Die Löwen entwickelten sich insbesondere während der o. g. Veranstaltungen bei vielen Besuchern der Stadt zu einem beliebten Foto-Motiv. Bei Kindern sind die bis heute verbliebenen Löwen noch immer ein beliebtes Spielgerät. Insgesamt wurden 506 Löwen verkauft (Stand: 14. Dezember 2006).

## Die Löwen

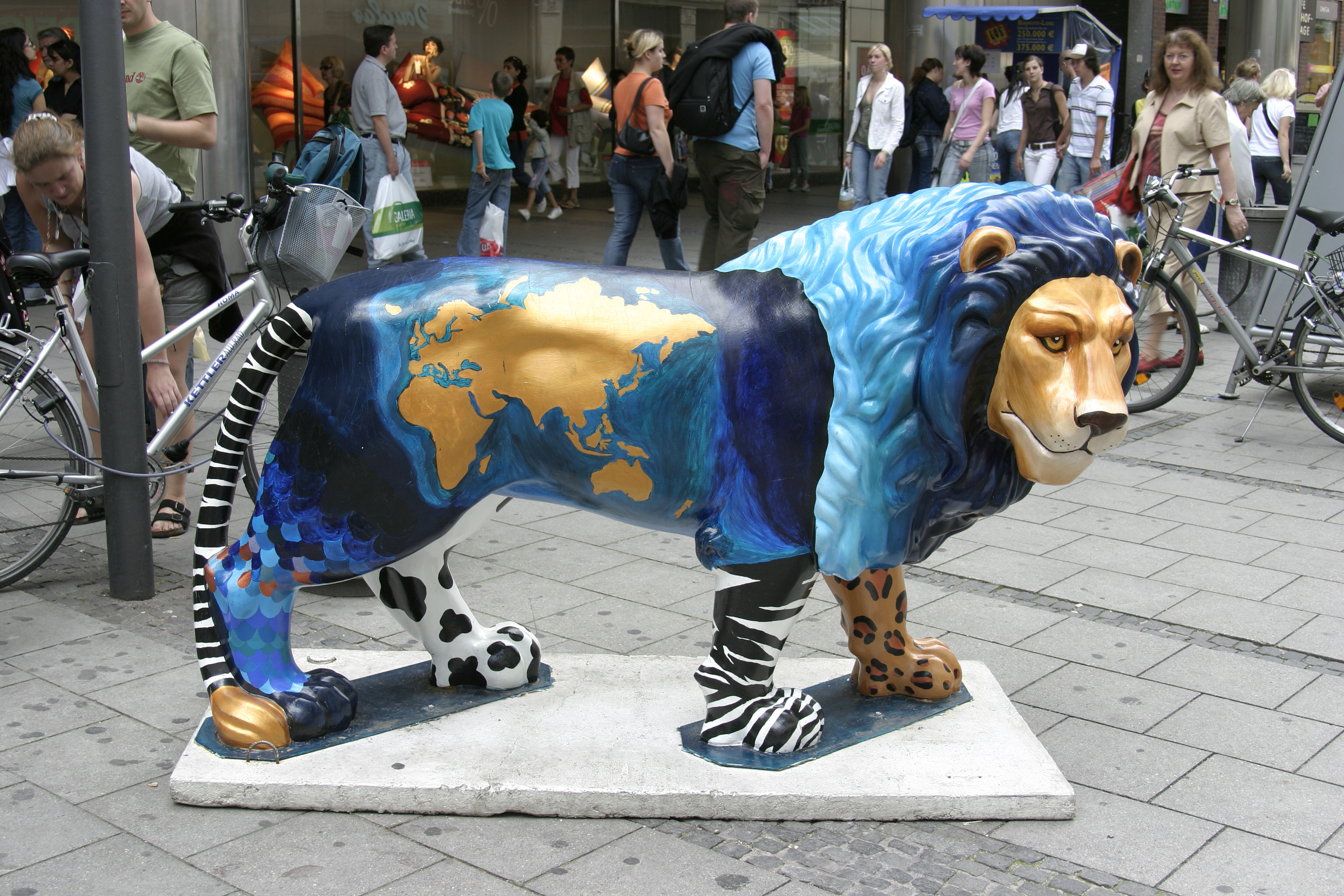
Gehender Globo-Leo

Die Löwen wurden in zwei verschiedenen Ausführungen entworfen: Ein eher realistisch aussehender, gehender Löwe (Länge 190 cm, Höhe 122 cm) und ein aufrecht sitzender Löwe (Höhe 183 cm). Die Löwen aus glasfaserverstärktem Kunststoff wiegen etwa 60 kg, zusammen mit dem Betonsockel werden über 200 kg erreicht.
Für einen Löwen musste der Sponsor 1.500 Euro ausgeben, für den erforderlichen Betonsockel 115 Euro, jeweils zzgl. 16 % Mwst. Dazu kamen Kosten für Acrylfarben, Schutzlack und Bemalung, für die die Löwenbesitzer selbst sorgen mussten. Viele Löwen wurden von professionellen Künstlern gestaltet. Durch die Bemalung entstanden zum Teil sehr phantasievolle Ergebnisse, die in einigen Fällen auch künstlerischen Ansprüchen genügten.
Einzelne Löwen wurden nicht nur durch die Lackierung individualisiert, sondern durch An- und Umbauten oder Trennen bzw. Entfernen von Teilen der Löwen besondere Unikate. So leisteten sich Firmen z. B. Bierkrug stemmende Lederhosen-Löwen oder einen Löwen, der komplett in einen übergroßen Wasserbehälter versenkt wurde.

## Kritik aus Öffentlichkeit und Kunst

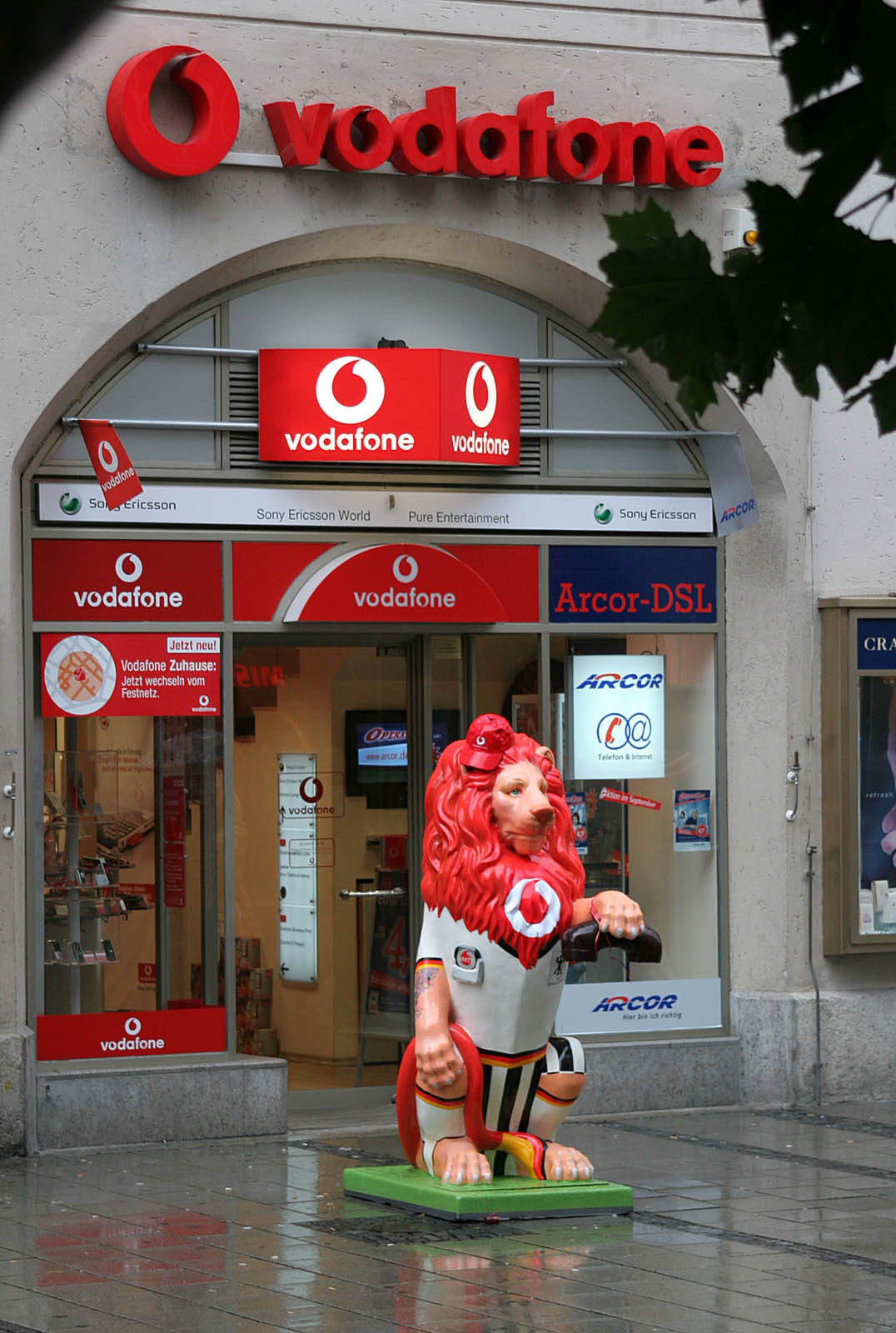
Konzernwerbung mit Firmenlogo

Vereinzelt wurde kritisiert, dass die große Anzahl an Löwen das Stadtbild der Altstadt verschandele. Außerdem wurden an einigen Exemplaren deutlich sichtbar Firmen-Logos in die Bemalung integriert, was laut AGB nicht erlaubt war, jedoch anscheinend geduldet wurde.
An einzelnen Aufstellorten, z. B. auf Fußwegen, kam es zu Engstellen bei starkem Publikumsverkehr. Insgesamt wurde die Aktion von den Verantwortlichen jedoch als Erfolg gewertet.
Auch Künstler befassten sich kritisch mit der Privatisierung und Kommerzialisierung des öffentlichen Raumes. So zeigte während der Münsteraner Ausstellung Skulptur.Projekte Andreas Siekmann sein Projekt Trickle down – Der öffentliche Raum im Zeitalter seiner Privatisierung. Hierfür hat er dreizehn Figuren solcher Aktionen, darunter auch der Münchener Löwe, wie sie von Marketing Experten als „Stadtkunst“ in die Innenstädte gebracht wurden, in eine Schrottpresse gesteckt und daraus eine Plastikkugel geformt, die zusammen mit der Presse vor dem Erbdrostenhof aufgestellt ist.

## Vergleichbare Aktionen
Seit den 1990er Jahren gab es in verschiedenen Städten mehrerer Länder ähnliche Aktionen, die bekannteste City-Aktivität sind die Buddy Bären in Berlin, weitere: siehe Tierparaden.

## Bildergalerie

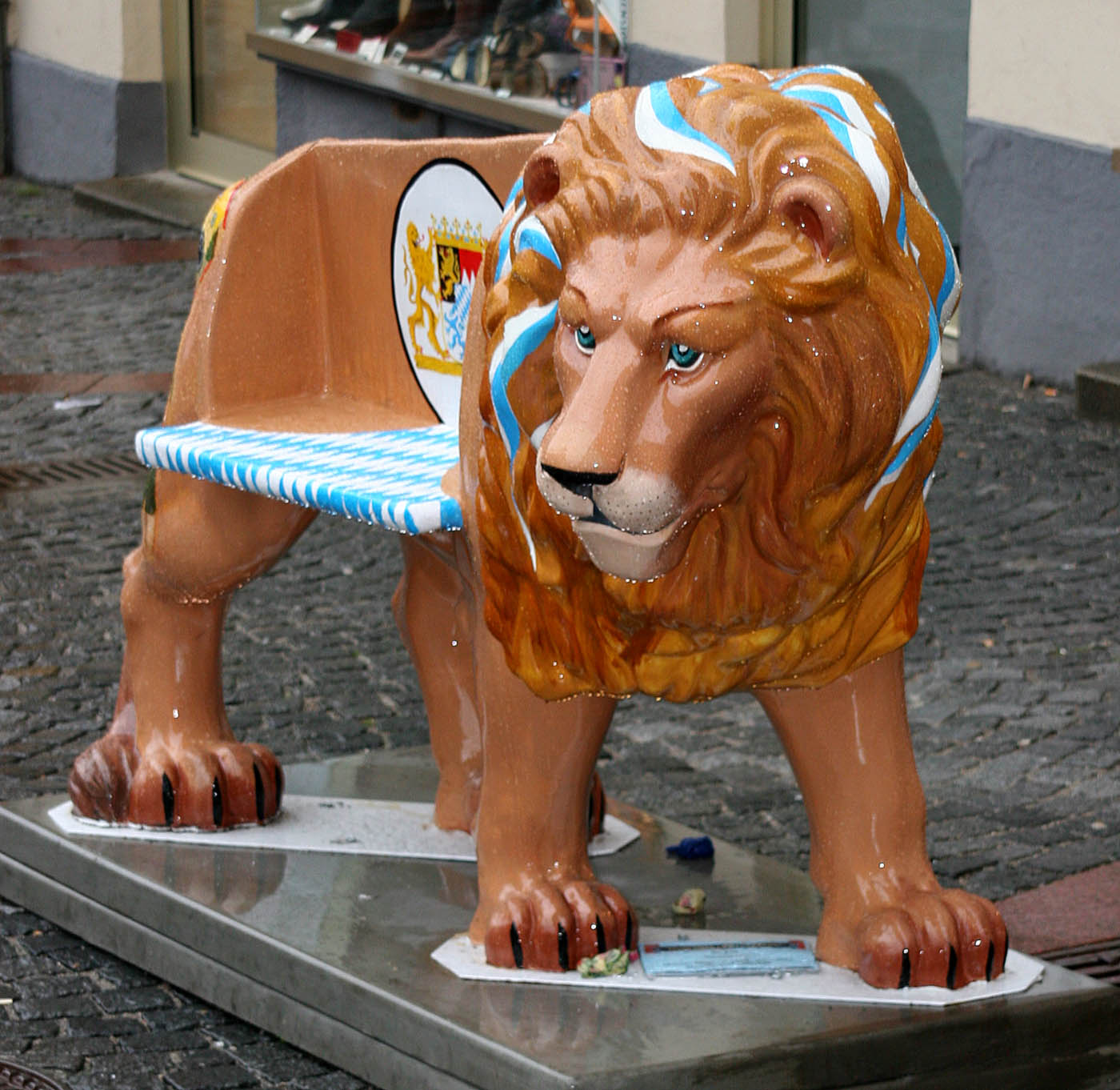
Löwe mit Sitzgelegenheit
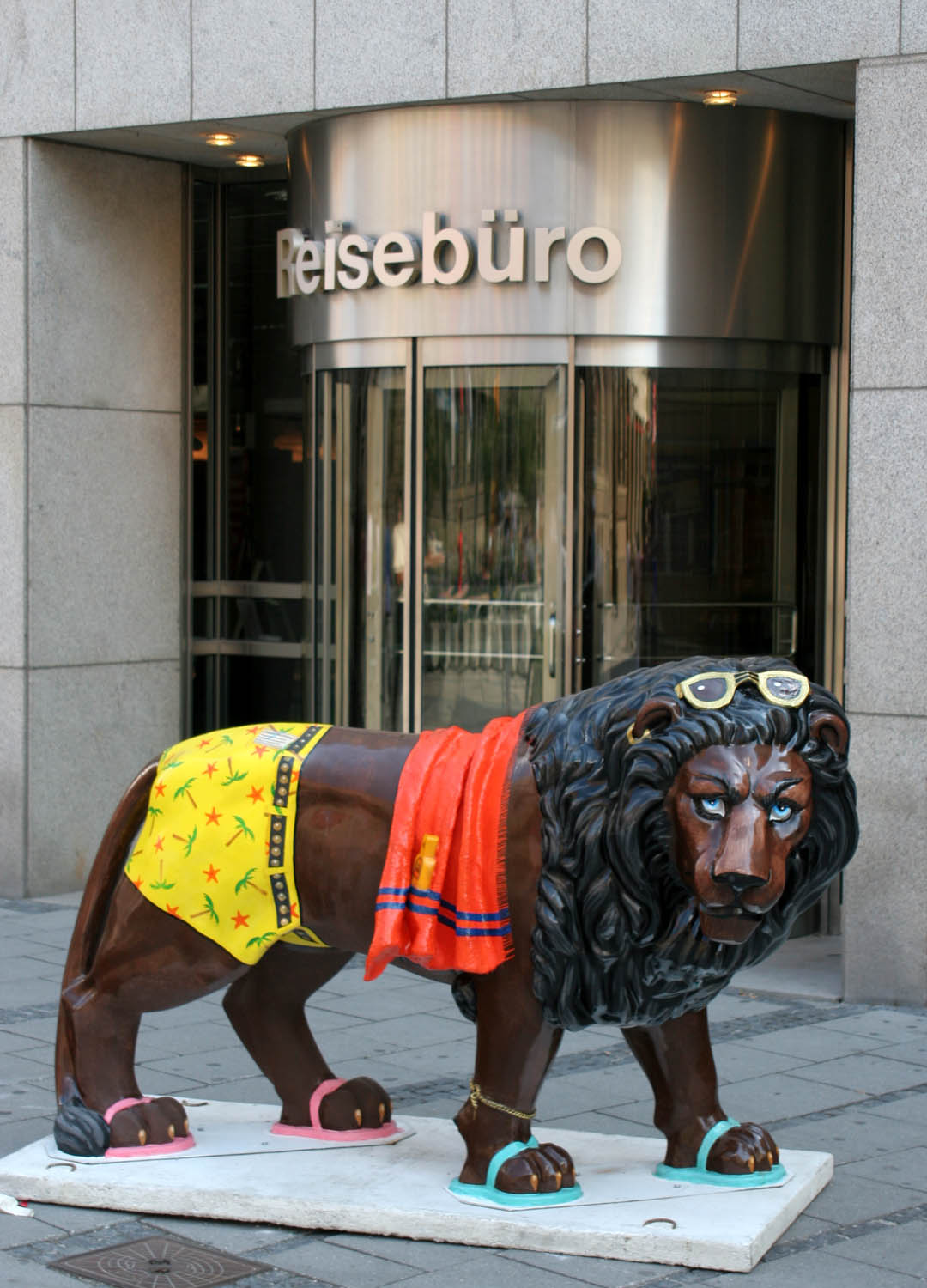
Löwe vor Reisebüro
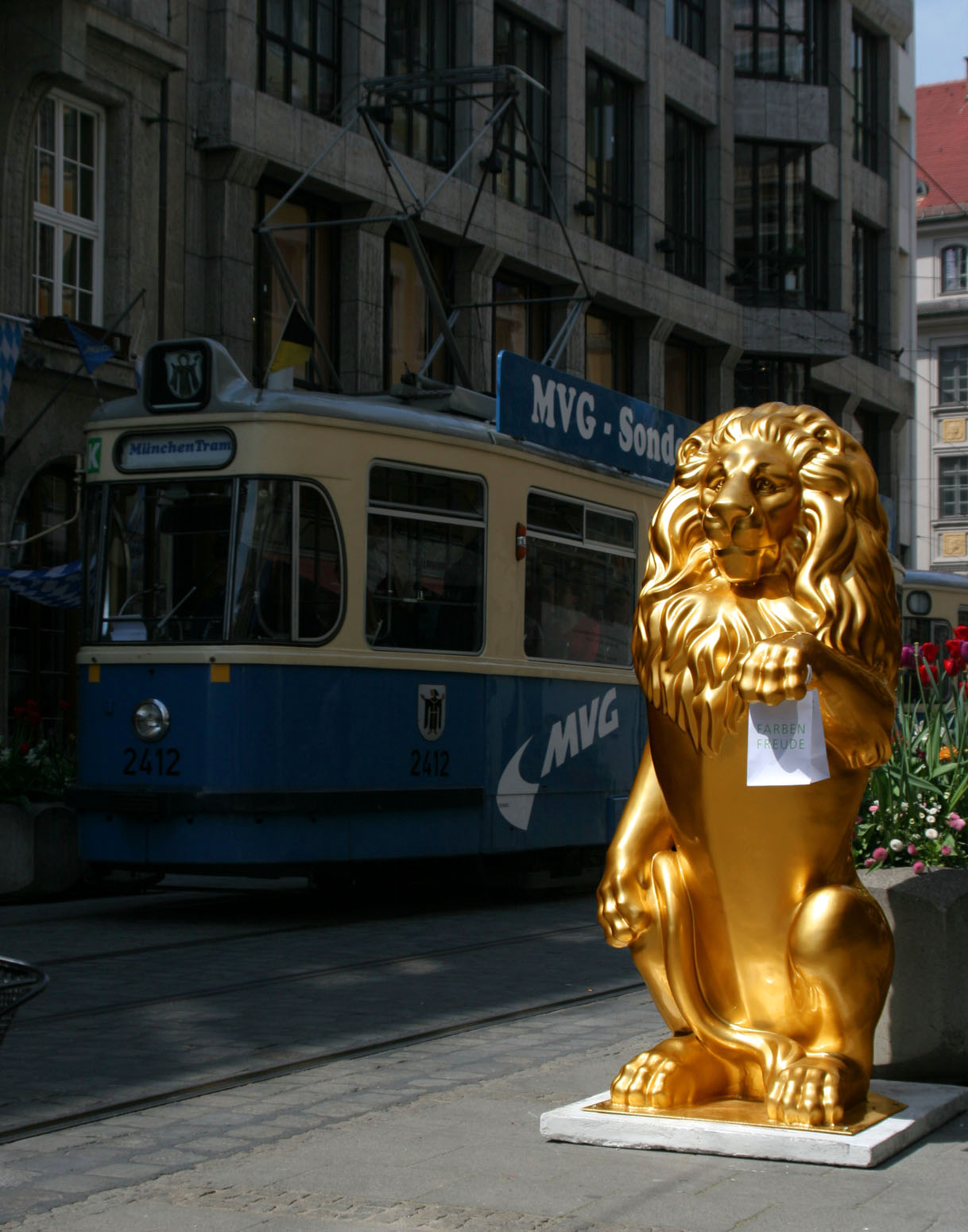
Goldener Löwe
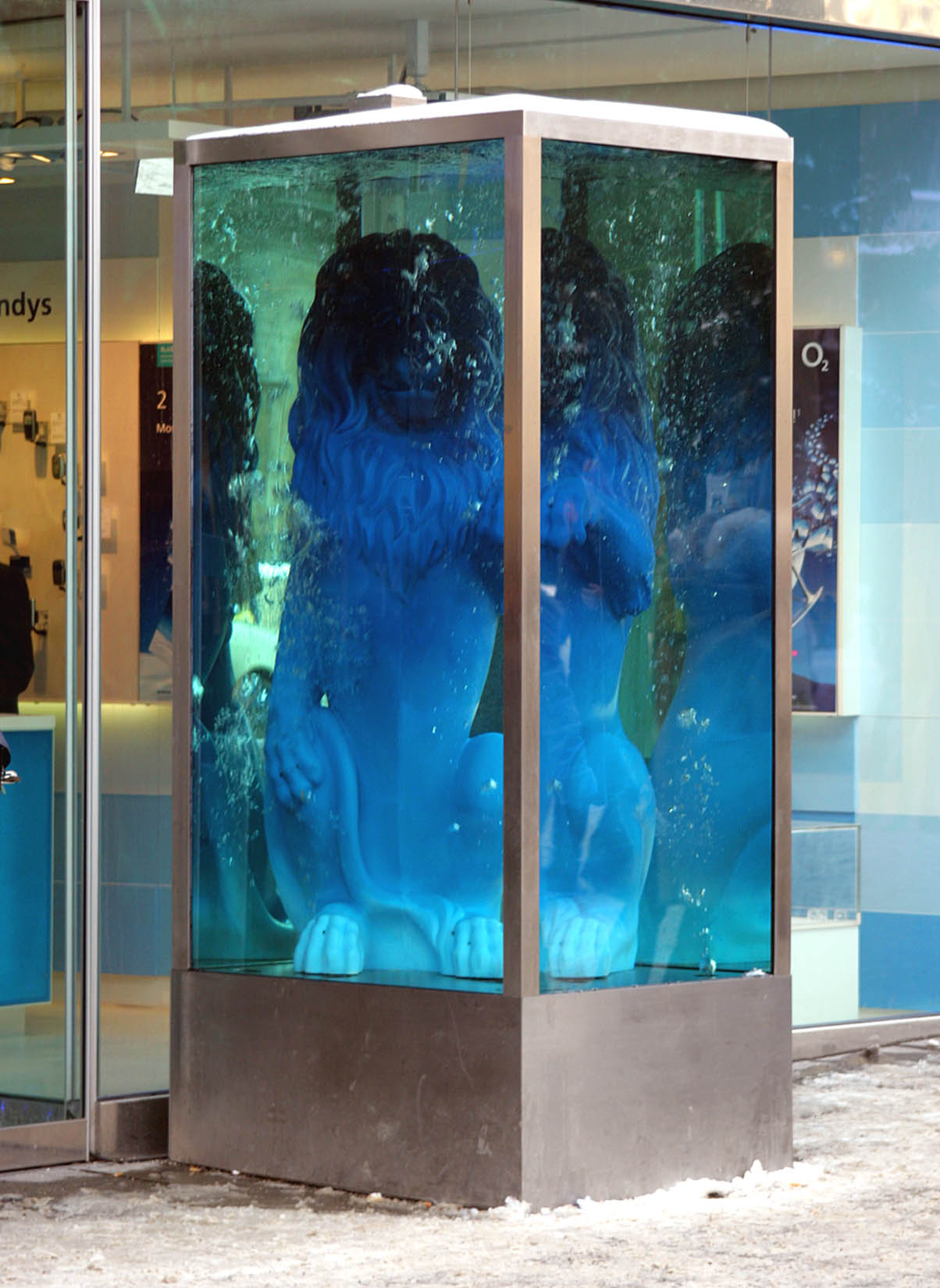
Löwe im Wasserbehälter